# Arata Sugiyama
Arata Sugiyama (jap. 杉山 新 Sugiyama Arata; ur. 25 lipca 1980) – japoński piłkarz występujący na pozycji obrońcy.

## Kariera klubowa
Od 1999 do 2014 roku występował w klubach Kashiwa Reysol, Ventforet Kofu, Omiya Ardija, Yokohama FC i FC Gifu.